# Прапор Оболонського району
Пра́пор Оболо́нського райо́ну міста Києва затверджено 29 лютого 2000 року рішенням сесії Оболонської районної ради.
Прямокутне полотнище зі співвідношенням сторін 2:3 утворене з двох рівновеликих горизонтальних смуг білого і синього кольорів. У центрі полотнища зображення герба району в картуші та з короною.
Комп'ютерна графіка — В. М. Напиткін.